# Baccharis decurrens
Baccharis decurrens là một loài thực vật có hoa trong họ Cúc. Loài này được (Vell.) Stellfeld mô tả khoa học đầu tiên năm 1952.